# Coelotrypes nigriventris
Coelotrypes nigriventris är en tvåvingeart som beskrevs av Mario Bezzi 1924. Coelotrypes nigriventris ingår i släktet Coelotrypes och familjen borrflugor. Inga underarter finns listade i Catalogue of Life.